# Теорема Гудстейна
Теорема Гудстейна — теорема математической логики о натуральных числах, доказанная Рубеном Гудстейном в 1944 году.
Утверждает, что так называемые последовательности Гудстейна заканчиваются нулём. В 1982 году Л. Кирби и Джефф Парис показали, что теорема Гудстейна недоказуема в арифметике первого порядка.
Тем не менее она может быть (и была) доказана, например, в арифметике второго порядка.

## Формулировка
Рассмотрим представление целых положительных чисел в виде суммы степенных членов с одинаковым основанием.
Например, запишем число 581, используя основание 2:
{\displaystyle 581=512+64+4+1=2^{9}+2^{6}+2^{2}+2^{0}.}
Разложим показатели степени по тому же принципу:
{\displaystyle 581=2^{2^{3}+1}+2^{2^{2}+2}+2^{2}+1=2^{2^{2+1}+1}+2^{2^{2}+2}+2^{2}+1.}
Подобное разложение можно получить для любого числа.
Будем рекурсивно применять к получившемуся выражению следующую операцию:
1. увеличение «основания» на 1 и вычитание 1 из самого числа.

Таким образом, после применения первой операции (меняем 2 на 3 и вычитаем единицу из числа) будет получено выражение
{\displaystyle 3^{3^{3+1}+1}+3^{3^{3}+3}+3^{3}.}
После второй (меняем 3 на 4 и вычитаем единицу из числа):
{\displaystyle 4^{4^{4+1}+1}+4^{4^{4}+4}+3\times 4^{3}+3\times 4^{2}+3\times 4+3.}
После третьей (меняем 4 на 5 и вычитаем единицу из числа):
{\displaystyle 5^{5^{5+1}+1}+5^{5^{5}+5}+3\times 5^{3}+3\times 5^{2}+3\times 5+2.}
Теорема Гудстейна утверждает, что в конце концов всегда будет получен 0.

## Примеры
Рассмотрим пример последовательности Гудстейна для чисел 1, 2 и 3.
| Число | Основание | Запись                  | Значение |
| ----- | --------- | ----------------------- | -------- |
| 1     | 2         | 1                       | 1        |
|       | 3         | 1 - 1                   | 0        |
| 2     | 2         | 21                      | 2        |
|       | 3         | 31 − 1                  | 2        |
|       | 4         | 2 - 1                   | 1        |
|       | 5         | 1 − 1                   | 0        |
| 3     | 2         | 21 + 1                  | 3        |
|       | 3         | (31 + 1) − 1 = 31       | 3        |
|       | 4         | 41 − 1 = 1 + 1 + 1      | 3        |
|       | 5         | (1 + 1 + 1) − 1 = 1 + 1 | 2        |
|       | 6         | (1 + 1) − 1 = 1         | 1        |
|       | 7         | 1 − 1 = 0               | 0        |

## Вариации и обобщения
Верно и более сильное утверждение: 
Если прибавлять вместо 1 какое-то произвольное число к основанию и его же отнимать от самого числа, то всегда будет получаться 0 даже в том случае, когда показатели степеней не разложены изначально по основанию 2.
Последнее основание в качестве дискретной функции от исходного числа растёт очень быстро, и уже при {\displaystyle n=4} оно достигает значения {\displaystyle 3\times 2^{27}\times 2^{3\times 2^{27}}-1=3\times 2^{402653211}-1}.
При {\displaystyle n>3} оно всегда будет числом Вудала.